# Mellaar
Mellaar is een gehucht in de Belgische gemeente Lummen. Het ligt tussen Lummen en Meldert.
Mellaar ligt in de vallei van de Zwarte Beek.
Een belangrijke bezienswaardigheid is de Duizendjarige Eik, die zich ten oosten van Mellaar bevindt. Ook de Sint-Annakapel, van omstreeks 1750, is een bijzonderheid in deze buurtschap.